# Mellicta aurelitoides
Mellicta aurelitoides är en fjärilsart som beskrevs av Rocci 1930. Mellicta aurelitoides ingår i släktet Mellicta och familjen praktfjärilar. Inga underarter finns listade i Catalogue of Life.